# Симеоновская улица (Тверь)
Симео́новская улица (в 1919—1993 годах — улица Каля́ева) — улица в Центральном районе города Твери, проходит от Свободного переулка до улицы Салтыкова-Щедрина.

## Расположение
Симеоновская улица начинается от Свободного переулка и продолжается в юго-восточном направлении. Пересекает Тверской проспект, улицу Трёхсвятскую, Студенческий переулок и улицу Андрея Дементьева. После улицы Салтыкова-Щедрина переходит в улицу Чернышевского.
Протяжённость улицы составляет около 1 км.

## История

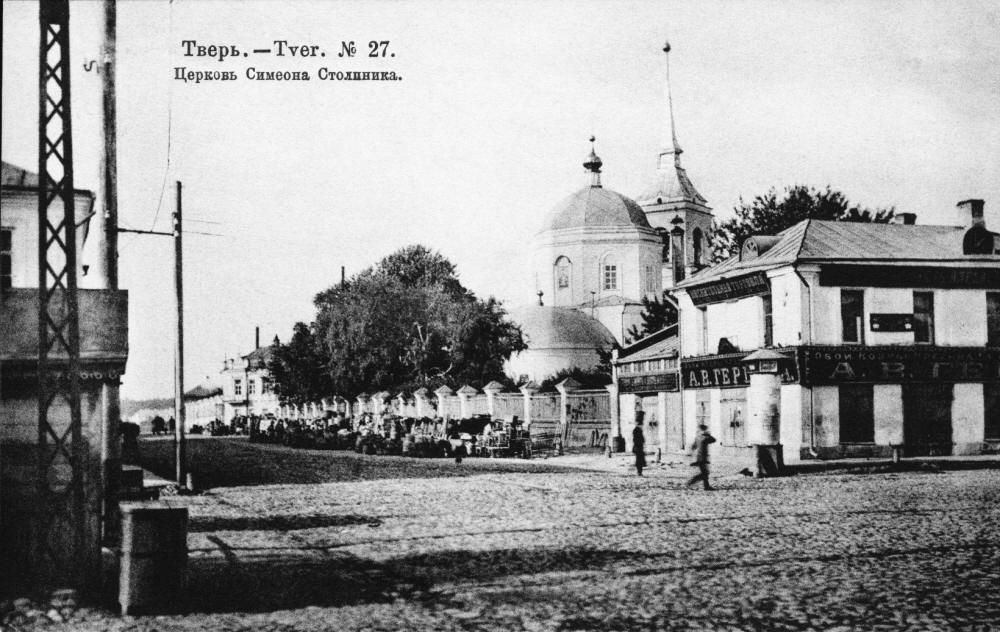
Симеоновская церковь, уничтоженная советскими властями.

Симеоновская улица проведена по первому плану регулярной застройки 1760-х годов в составе Мещанской слободы.
Улица получила своё название по находившемуся на углу храму Симеона Столпника (уничтожен советскими властями). Часто также чаще всего употреблялся упрощённый вариант названия — Семёновская улица. основная часть улицы застраивалась одно- и двухэтажными жилыми домами, на западе — в основном каменными, на востоке — главным образом деревянными, хотя в самом конце нечётной стороны в XIX веке была построена двухэтажная краснокирпичная усадьба, в конце 1950-х годов переделана в трёхэтажный дом, декор уничтожен. Многие дореволюционные дома Симеоновской улицы имеют статус памятников архитектуры.
В 1919 годах Симеоновская улица была переименована в улицу Каляева. В 1993 году улице снова было возвращено первоначальное историческое название.

## Здания и сооружения
Здания и сооружения улицы, являющиеся объектами культурного наследия:
- Дома 2, 8, 37, 47, 61, 75, 77, 81 — памятник архитектуры с названием «дом жилой»;
- Дом 35 — Дом Муравьева-Апостола.